# Szent Mihály és Gábriel arkangyalok fatemplom (Belioara)
A belioarai fatemplom műemlék Romániában, Fehér megyében, Felsőpodságán. A romániai műemlékek jegyzékében az AB-II-m-B-00265 sorszámon szerepel.